# 台北國際數位內容交流會
台北國際數位內容交流會是經濟部工業局與中華民國經濟部數位經濟產業推動辦公室合辦，台北市電腦商業同業公會與資訊工業策進會承辦，作為推廣數位內容產業，進行包含電子遊戲、動畫、數位典藏、數位學習等領域之國際交流活動，2009年首次舉辦，至2021年舉辦完後未曾再舉辦。

## 背景起源
隨著諸如電子書、Android、行動娛樂的崛起帶動的宅經濟市場，經濟部工業局有感數位內容產業發展之重要性，決議於2009年，針對數位內容產業，辦理結合會議、展覽、研討會的大型活動，以「台北國際數位內容高峰論壇暨交流會」的名義做為開端。

## 活動發展與演變
開辦首年以國際論壇為主軸，建構包括技術交流、商務媒合、實務應用等形式之活動，議題則是涵蓋了品牌授權與市場發展；在後續的活動中，曾因為與其他活動（如：台日韓數位內容國際論壇、亞太數位內容國際論壇等）結合的關係，而以「數位內容週」稱之。

## 歷屆舉辦期間暨主題
| 屆次             | 舉辦期間          | 舉辦地點                 | 活動主題                   |
| ---------------- | ----------------- | ------------------------ | -------------------------- |
| 第1屆（2009年）  | 2009年9月1─3日    | 台北國際會議中心         | （不明）                   |
| 第2屆（2010年）  | 2010年9月6─10日   | 台北國際會議中心         | 數位內容週                 |
| 第3屆（2011年）  | 2011年10月27─28日 | 台大醫院國際會議中心     | 雲內容                     |
| 第4屆（2012年）  | 2012年7月16─17日  | 台大醫院國際會議中心     | 玩出未來娛樂商機           |
| 第5屆（2013年）  | 2013年9月16─17日  | 台北國際會議中心         | 行．動．力                 |
| 第6屆（2014年）  | 2014年9月10─11日  | 台大醫院國際會議中心     | 移動年                     |
| 第7屆（2015年）  | 2015年9月8─9日    | 台北南港展覽館1館        | 隨時、隨地、隨物、隨心所欲 |
| 第8屆（2016年）  | 2016年9月7─9日    | 台北世界貿易中心展覽一館 | S.M.A.R.T.                 |
| 第9屆（2017年）  | 2017年9月9─12日   | 台北世界貿易中心展覽一館 | 跨域連動                   |
| 第10屆（2018年） | 2018年8月8─10日   | 台北南港展覽館1館        | 原創盛宴，內容新視界       |
| 第11屆（2019年） | 2019年7月12─14日  | 爭艷館 台北國際會議中心  | 原．源不絕                 |
| 第12屆（2020年） | 2020年10月15─17日 | 台北數位產業園區         | 跨越邊界                   |